# Lučice (Delnice)
Pour les articles homonymes, voir Lučice.
Lučice est une localité de Croatie située dans la municipalité de Delnice, dans le comitat de Primorje-Gorski Kotar. En 2001, la localité comptait 337 habitants.

## Démographie
| 1948 | 1953 | 1961 | 1971 | 1981 | 1991 | 2001 |
| ---- | ---- | ---- | ---- | ---- | ---- | ---- |
| 70   | 404  | 604  | 531  | 417  | 382  | 337  |